# Idioma tahitiano
El idioma tahitiano (autoglotónimo reo Tahiti) es una lengua austronesia dentro del grupo malayo-polinesio oriental, hablada en la isla de Tahití y en el resto de las Islas de la Sociedad. Forma parte del grupo polinesio oriental y se la considera como una lengua nuclear dentro de las lenguas tahíticas.
El tahitiano es la lengua más importante del reo mā’ohi, nombre que recibe el conjunto de las lenguas habladas en la Polinesia Francesa, más allá de su adscripción a un grupo lingüístico. El reo mā’ohi incluye, además del tahitiano, a las siguientes lenguas o dialectos:
- La lengua de las islas Tuamotu, reko pa’umotu y que engloba siete variantes dialectales.
- Las lenguas de las Islas Marquesas: la del noroeste (’eo enana) y la del sureste (’eo enata).
- Las lenguas de las Islas Australes con sus diferentes variantes: el reo rapa y el australés, que agrupa las variantes llamadas rurutu, tupua’i, rimatara y ra’ivavae.
- La lengua de las Islas Gambier, el reo mangareva.

En algunos casos las diferencias entre estas lenguas son de pronunciación, en otros sin embargo resultan mutuamente ininteligibles. Actualmente el tahitiano, a causa de su mayor peso demográfico, del uso por parte de la administración territorial y en los medios de comunicación, es entendido por muchos de los otros habitantes de la Polinesia Francesa, sin olvidar que el francés sigue siendo en la zona la lengua estándar de uso más común para comunicarse entre diferentes grupos.
Hasta el siglo XIX, al igual que el resto de las lenguas polinesias, el tahitiano fue una lengua hablada, pero no escrita, una lengua que carecía de transcripción y que pervivía merced a la tradición oral. Fueron misioneros de la London Missionary Society quienes primero tomaron la tarea de transcribir el tahitiano. La oralidad del tahitiano y el hecho de que los primeros transcriptores fueran europeos, es el motivo de que esta lengua use el alfabeto latino, si bien lo hace con ciertas particularidades.

## Historia
El tahitiano, como el resto de lenguas malayo-polinesias, tuvo su origen en la inmigración y colonización de las diversas islas del océano Pacífico que dio origen a la actual fragmentación lingüística en treinta y ocho lenguas en la Polinesia. Esta gran fragmentación es el reo no solamente del ritmo evolutivo de las lenguas, sino además del ritmo de su difusión. En el periodo que fue desde el 1600 a. C. al 1200 a. C., la cultura Lapita se desarrolló y expandió desde Nueva Guinea a Fiyi, Tonga y Samoa. Precisamente desde estos dos últimos grupos de islas partieron las migraciones y colonizaciones de la Polinesia hacia el 300 a. C. Fiyi, un territorio de cultura y lengua melanesias fue el punto de origen para la colonización de las vecinas islas de Tonga y Samoa. En el triángulo formado por estas islas se gestó la configuración del fijiano-polinesio, una protolengua derivada de las lenguas melanesias que se habían extendido por la región oceánica gracias a la cultura lapita. Del mismo modo, fue en este triángulo insular donde se configuró la cultura polinesia, si bien Fiyi, en tanto que territorio melanesio y fuertemente ligado a esa cultura, no siguió esta evolución del mismo modo que Tonga y Samoa, que caminaron hacia una nueva cultura que, por ejemplo, no usaba la cerámica, cosa que sí hacían Fiyi y la cultura melanesia. Esta nueva cultura con rasgos idiosincrásicos que la diferenciaban de la de Melanesia fue el origen de la cultura polinesia. En consecuencia, cuando en el 300 a. C. desde Tonga y Samoa se emprendieron navegaciones hacia el este, se exportó ya una cultura propia y diferenciada de la cultura madre melanesia. Y con esa cultura viajaba una lengua nueva que serviría de origen a las futuras lenguas polinesias.
Las migraciones iniciadas en Tonga y Samoa siguieron un recorrido que pasó por las Islas Cook, Tahití, las Islas Tuamotu y acaba en las Islas Marquesas. En esta primera colonización, se puede apreciar perfectamente la articulación de los grandes grupos lingüísticos dentro de las lenguas polinésicas: las lenguas tónguicas, las lenguas samoicas, las lenguas tahíticas y las lenguas marquésicas. Estas protolenguas se convirtieron en el embrión de las futuras lenguas derivadas que conforman los subgrupos que hoy día se conocen con el mismo nombre que las protolenguas. En la actualidad, la única protolengua que subsiste es el tónguico, dividido en tongano y niués; además, se puede decir que el tongano es la lengua más cercana al protopolinesio, una reconstrucción de la lengua madre de las treinta y ocho lenguas polinesias. 
Se puede apreciar como el tahítico (o protohaitiano) se formó durante la primera ola migratoria, la cual colonizó la Polinesia central (Islas Cook, Islas de la Sociedad, Islas Tuamotu y más tarde las Islas Australes. Las raíces del tahitiano, por tanto, se pueden encontrar ya en los primeros tiempos de la existencia de la cultura polinesia. La evolución posterior de la lengua le ha hecho perder algunos fonemas característicos (como se verá en la sección de gramática más adelante) que sí se pueden encontrar en otras de las lenguas tahíticas diferenciándola y modelándola tal y como se conoce hoy. El aislamiento que sufría cada uno de los territorios causaba la ruptura y fragmentación del subgrupo lingüístico en lenguas independientes que, a pesar de que comparten un origen común, acabaron sufriendo una evolución separada de las otras lenguas, sin que hubiera un contacto frecuente entre hablantes que permitiera la cohesión o una evolución convergente.
Desde este núcleo central de la Polinesia partieron nuevas migraciones alrededor del año 1000, las cuales ensancharon el área del tahítico a partir de una de las lenguas que ya se estaba formando. Del mismo modo que desde las Islas Marquesas se pobló Hawái hacia el 400, en el siglo XI desde el núcleo tahítico comprendido entre las Islas de la Sociedad y las Islas Cook se pobló Nueva Zelanda. Esto supuso una expansión considerable del dominio del tahítico que, como el marquésico, ampliaba su área de difusión a través de la colonización. En Nueva Zelanda (o Aotearoa) se configuró con el tiempo la que ha acabado por ser la otra gran lengua tahítica: el maorí. no se puede decir que el maorí y el tahitiano sean lenguas gemelas, ni que una provenga de la otra; se ha de ver el maorí como el fruto de una evolución separada de un dialecto tahítico, al mismo nivel que el tahitiano o el que se ha dado en llamar maorí de las Islas Cook. Las tres lenguas forman el gran espacio lingüístico tahítico, tras evoluciones y transformaciones por separado en cada una de las islas o archipiélagos correspondientes. Por ejemplo, mientras que el maorí conserva los [k] y [ŋ], el tahitiano no lo ha hecho y la pronunciación relajada y rápida los ha simplificado en una oclusiva glotal sorda ([ʔ]). A continuación se puede ver un cuadro comparativo entre algunas palabras en tahitiano, maorí y maorí de las Islas Cook:
| Español          | Tahitiano      | Maorí             | Idioma rarotongano |
| ---------------- | -------------- | ----------------- | ------------------ |
| Cielo            | [ɾaʔi]         | [ɾaŋi]            | [ɾaŋi]             |
| Viento del norte | [toʔeɾau]      | [tokeɾau]         | [tokeɾau]          |
| Mujer            | [vahine]       | [wahine]          | [vaʔine]           |
| Casa             | [faɾe]         | [ɸaɾe]            | [ʔaɾe]             |
| Madre            | [metua vahine] | [ɸaea]            | [metua], [ma:ma:]  |
| Padre            | [metua ta:ne]  | [matua], [pa:pa:] | [matua], [pa:pa:]  |

La naturaleza oral de las lenguas polinesias ha dificultado que se pudiera hacer un seguimiento de la evolución y transformación del tahitiano, así como también lo ha hecho para el resto de lenguas de la familia. Asimismo, la oralidad de esta lengua ha impedido la fijación escrita, favoreciendo las transformaciones. Por esto mismo, es difícil calcular con precisión el momenrto de la aparición diferenciada del tahitiano dentro de la familia de las lenguas tahíticas. Solamente los restos materiales, la etnografía y el estudio de las colonizaciones pueden explicar la difusión lingüística en la Polinesia y su consiguiente fragmentación, pero impide precisar los cambios internos inmateriales, como la evolución de un dialecto tahítico a lengua, caso del tahitiano. Hasta el siglo XVIII no aparecieron los primeros textos en idioma tahitiano y llegaron de la mano de los europeos que exploraban los mares del sur, por lo que los errores son considerables y abunda la omisión de la glotal y de las vocales largas, incluso en los escritos de los misioneros británicos que llegaron a Tahití a principios del siglo XIX. La publicación de un libro íntegramente en tahitiano no llegó hasta el año 1810. Con a anexión a Francia como colonia de Tahití y las Islas de la Sociedad en 1881, irrumpió dentro del espacio polinesio el idioma francés y una reculturización progresiva de la sociedad tahitiana, a costa de la lengua y cultura originales.

## Gramática

### Fonética y ortografía
En tanto que lengua austronesia, el tahitiano solamente dispone de catorce fonemas, a saber, nueve consonantes y cinco vocales. Se podría aumentar esta cifra a diecinueve fonemas si se computan los alargamientos vocálicos. Este hecho simplifica el alfabeto en comparación con los de las lenguas románicas, ya que sólo necesita catorce letras.
El alfabeto tahitiano es el siguiente:
| Letra | Nombre |
| ----- | ------ |
| a     | ’ā     |
| e     | ’ē     |
| f     | fā     |
| h     | hē     |
| i     | ’ī     |
| m     | mō     |
| n     | nū     |
| o     | ’ō     |
| p     | pī     |
| r     | rō     |
| t     | tī     |
| u     | ’ū     |
| v     | vī     |
| ’     | ’eta   |

La letra ’eta es muy característica de las lenguas polinesias. Indica la oclusiva glotal ([ʔ]). La escritura de esta letra, a diferencia de la ʻokina hawaiana, se hace como un apóstrofo tipográfico ( ’ ), pero si no se dispone de él en el teclado se puede transcribir como un apóstrofo recto ('). Cabe indicar que esta es la opción adoptada por la Academia Tahitiana que es la entidad oficial encargada de fijar las normas ortográficas y gramaticales del tahitiano en la Polinesia Francesa, pero que no dispone de la aceptación unánime de la comunidad filológica de Tahití y a menudo se encuentran profesores o medios de comunicación escritos que usan otras reglas ortográficas, como el sistema Raapoto. El sistema Raapoto (que debe el nombre al su creador Turo a Raapoto) indica el golpe de glotis sobre la misma vocal como un acento abierto (`): à, è, ì, ò, ù. Cuando se combina con un alargamiento vocálico (el cual Raapoto, como la academia, indica con un macrón) se representa con un acento circunflejo (^): â, ê, î, ô, û. Actualmente se trata de una opción ortográfica en retroceso a causa de la implantación progresiva y la mayor aceptación de las normas de la academia. Además, las normas de la academia tahitiana siguen los patrones ortográficos adoptados por las lenguas emparentadas con el tahitiano, como el tongano, el samoano o el hawaiano y esto le da más fuerza argumental frente a otras normas ortográficas del tahitiano. En cualquier caso, el tahitiano se caracteriza por tener más ’etas a principio de palabra, dificultando su visualización, el uso de mayúsculas y el orden alfabético.
El sistema fonético del tahitiano se configura como sigue:
|            | Bilabiales | Bilabiales | Labio- dentales | Labio- dentales | Alveolares | Alveolares | Glotales | Glotales |
| ---------- | ---------- | ---------- | --------------- | --------------- | ---------- | ---------- | -------- | -------- |
| sor.       | son.       | sor.       | son.            | sor.            | son.       | sor.       | son.     |          |
| Oclusivas  | p          |            |                 |                 | t          |            | ʔ        |          |
| Nasales    |            | m          |                 |                 |            | n          |          |          |
| Vibrantes  |            |            |                 |                 |            | ɾ          |          |          |
| Fricativas |            |            | f               | v               |            |            | h        |          |

|             | Anterior | Anterior | Central | Central | Posterior | Posterior |
| ----------- | -------- | -------- | ------- | ------- | --------- | --------- |
| Cerrada     | i        |          |         |         |           | u         |
| Semicerrada | e        |          |         |         |           | o         |
| Abierta     | a        |          |         |         |           |           |

Como se puede apreciar, el sistema consonántico carece de fonemas tan habituales en las lenguas indoeuropeas como [b], [d], [g], [k] o [l].
Destaca, sin embargo, la presencia de dos glotales: la oclusiva glotal sorda ([ʔ], que proviene de una pronunciación laxa de los antiguos fonemas [k] y [ŋ]), y la fricativa glotal sorda ([h]). Si bien en el resto del sistema puede haber variaciones entre las lenguas polinesias, estos dos fenómenos son propios y característicos de esta familia lingüística y constituyen un rasgo distintivo, de la misma forma que lo es la simplicidad del sistema consonántico.
En cuanto al sistema vocálico, encontramos los fonemas básicos, como en el castellano, pero para cada fonema hay que añadir el alargamiento correspondiente, así encontraríamos junto a los cinco fonemas vocálicos básicos estos otros: [aː], [eː], [iː], [oː] y [uː]. En la ortografía tahitiana este alargamiento se indica con el macrón (¯). La combinación de un golpe de glotis (’) y una vocal larga (como ā) no causa ninguna modificación, sino una sucesión de caracteres: ’āpī ("nuevo"). Hay que tener en cuenta que estos alargamientos vocálicos o golpes de glotis pueden cambiar mucho el significado de una palabra: ava ("paso entre arrecifes"), ’ava (bebida fuerte); piti ("dos"), pītī (especie de árbol).
En tahitiano se pueden encontrar las siguientes composiciones silábicas: vocal, vocal-vocal, o consonante-vocal.
Como excepción gráfica, en el tahitiano se usa la diéresis (¨, toro ’a’ï) en el determinante ïa.
La equivalencia entre la grafía y el fonema quedaría como sigue:
| Grafía | Fonema        |
| ------ | ------------- |
| a      | [a]           |
| ā      | [aː]          |
| e      | [e]           |
| ē      | [eː]          |
| f      | [f]           |
| h      | [h]           |
| i      | [i]           |
| ī      | [iː]          |
| m      | [m]           |
| n      | [n]           |
| o      | [o]           |
| ō      | [oː]          |
| p      | [p]           |
| r      | [ɾ]           |
| t      | [t]           |
| u      | [u]           |
| ū      | [uː]          |
| v      | [v]           |
| ’      | [ʔ] oíd [aʔa] |

#### Contactos y transformaciones vocálicos
La combinación y transformación de vocales en tahitiano tampoco presenta complicaciones. La pronunciación no varía al combinar las vocales entre ellas, ya sean breves o largas, por lo que se puede decir que hay un predominio del hiato en el contacto vocálico. Solamente hay cinco contactos vocálicos que presentan una transformación de alguna de las vocales:
- ai, en este caso la i se convierte en la semiconsonante [j]: [aj].
- ae, en este caso la e se convierte en la vocal semiabierta anterior ([ɛ]): [aɛ]. La pronunciación relajada puede hacer que [aɛ] se convierta solamente en [ɛ].
- oi, en este caso la o puede tender a sonar como una vocal semiabierta anterior ([œ]): [œi].
- ao, en este caso, la o puede tender a sonar como una vocal quasicerrada quasiposterior ([ʊ]): [oʊ].
- au, en este caso la u se convierte en una semiconsonante [w]: [aw].

#### Acentuación
La tonicidad vocálica en el tahitiano presenta por su parte una complejidad algo mayor. Puede haber más de una vocal con acento tónico dentro de una palabra. La acentuación de las palabras se rige por las normas y variantes siguientes:
- Todas las vocales largas siempre se acentúan: [ˈtaːˈniːˈniːˈtoː] (tānīnītō, "darle vueltas a algo").
- En las palabras donde hay de dos a tres sílabas con dos o tres vocales breves, o una breve y una larga, todas las vocales se acentúan, salvo la final si es breve: [ˈteɾe] (tere, "viajero"); [ˈteˈraː] (teɾā, "esto"); [ˈmati] (mati, especie de árbol); [ˈmaːti] (māti, lámpara); [ˈʔoˈhipa] (’ohipa, trabajo); [ˈmaˈɾeva] (mareva, "pasar rápidamente").
  - La presencia de las glotales [h] o [ʔ] puede hacer que el acento cambie. Si una glotal se encuentra entre dos vocales breves, el acento recaerá sobre la última vocal; en cambio, si la primera vocal es larga, el acento no recaerá en la última vocal: [maˈha] (maha, "cuatro"); [ˈmaːha] (māha, "apesadumbrado").
- En las palabras de más de dos o tres sílabas, la acentuación se aplica a partir de las diversas unidades que componen la palabra, de dos o tres sílabas. La acentución, por tanto, se hace de manera independiente en estos grupos: [ˈmaniˈhini] (manihini, "invitado"); [ˈmaːˈtaːˈʔaɾe] (mātā’are, ola); [ˈhaʔaˈpuɾaɾaˈɾaʔa] (ha’apurarara’a, "dispersión").
En las palabras formadas por reduplicación, este fenómeno es muy claro: [ˈtaraˈtara] (taratara, "espinoso"); [ˈtaːˈhanaˈhana] (tāhanahana, "recalentar").
- En las palabras de origen extranjero de más de dos o tres sílabas, esta última norma no se sigue y se acentúan todas las vocales, menos la última: [ˈpoˈɾoˈteˈtani] (porotetani, "protestante"); [ˈpeˈɾeˈtiˈteni] (peretiteni, presidente).
- La norma anterior puede servir para cualquier palabra donde la tonicidad vocálica no sea clara.

#### Adaptación debarbarismos
Para la adaptación a la ortografía y a la pronunciación tahitianas de las palabras extranjeras que han ido llegando a la Polinesia Francesa de la mano principalmente de franceses e ingleses, y han sido asimiladas, hay ciertas convenciones (las cuales pueden seguirse o no, dependiendo del contexto en que se haya producido la llegada de la palabra e incluso de su significado) para la tahitianización de los préstamos extranjeros. Las letras c, d, g, k, s, x y z con sus sonidos correspondientes asociados a cada lengua, se convierten en [t] (t); la lateral [l] y similares se convierten en la vibrante [ɾ]; las letras j e y ([ʒ] o [j] según las lenguas) pasa a ser una i [i]; y la b ([b] y similares) se transforma en una p ([p]). Así, la palabra presidente en tahitiano se ha convertido en peretiteni o Rusia, Rūtia.
Pese a esto, en los últimos años, cada vez hay más palabras que se salen de estas convenciones de transcripción y que se pueden pronunciar con los fonemas originales, pese a no existir en el tahitiano. Históricamente, ya se encuentran indicios de esta práctica en el inicio de la incorporación de otras palabras polinesias al tahitiano que conservaron fonemas originales que no existen en tahitiano, como puede ser el fonema [k] y el fonema [ŋ] del tongalés, el samoano o el maorí.

### Morfología flexiva
La morfología flexiva del tahitiano, en tanto que lengua austronesia, se aleja bastante de los patrones acostumbrados en las lenguas románicas y para un hablante de estas lenguas, así como para los de otras del grupo indoeuropeo, es dificultoso asimilar alguno de los conceptos presentes en esta lengua. Del mismo modo que la fonética y la ortografía tahitianas no presentan grandes complicaciones, la morfología nominal y verbal puede presentar algunas.

#### Morfología nominal

##### Género y número
Un rasgo relevantes del tahitiano es la falta de flexión de número en los sustantivos, los adjetivos y ciertos determinantes. El número se indica a través de los artículos, tanto definidos como indefinidos: Te fenua ("el país"), te mau fenua ("los países"). En tahitiano existen tres gradaciones de número: singular, dual y plural, como en el griego. Hay que tener en cuenta que algunos determinantes no hacen esta distinción y solamente señalan en singular y el plural. Se dan las tres gradaciones de número sobre todo en los pronombres y en los artículos.
En cuanto al gramatical, este no se indica ni en el sustantivo, ni en los adjetivos ni en los determinantes que le puedan acompañar. En la práctica, el comportamiento de los sustantivos es como si tuvieran género neutro o único. Este hecho simplifica en gran manera el conocimiento que el hablante ha de tener sobre el género de los sustantivos que usa.
Por otra parte, es necesario recordar que una palabra en tahitiano, dependiendo de los afijos o partículas que la formen puede ser un sustantivo, un adjetivo o un verbo (cuyo caso particular veremos más adelante). En cuanto a la morfología nominal, el significado del nombre, su situación dentro de la frase y la presencia de los determinantes y adjetivos son quienes indican la naturaleza de esa palabra en tanto que sustantivo y núcleo del sintagma nominal.

##### Morfología de los pronombres personales
Los pronombres personales en tahitiano disponen de tres personas (primera, segunda y tercera) y de tres gradaciones de número (singular, dual y plural). A estas características hay que añadir una particularidad del tahitiano para la primera persona del dual y del plural: la inclusión o exclusión de la persona a la que uno se está dirigiendo. Así la tabla de los pronombres queda como sigue:
|                 | Singular              | Dual                            | Plural                            |
| --------------- | --------------------- | ------------------------------- | --------------------------------- |
| Primera persona | vau, au, -’u          | inclusivo: tāua exclusivo: māua | inclusivo: tātou exclusivo: mātou |
| Segunda persona | ’oe                   | ’ōrua                           | ’outou                            |
| Tercera persona | ’’ōna, ’oia, -na, ana | ’rāua                           | ’rātou                            |

##### Morfología de los determinantes
Dado el gran número de miembros de la familia de los determinantes, sólo veremos aquellos que son más usuales y básicos en el idioma tahitiano: los artículos, los demostrativos y los posesivos.
Los artíulos pueden dividirse, como en castellano, en definidos e indefinidos. Hay diversas maneras de formar los artículos a partir de una partícula inicial como te ("el/la"): te ’oire ("la ciudad"); te hō’ē ’oire ("una ciudad"). Tampoco hay que olvidar la presencia del dual en los artículos, con la partícula nā: nā mata ("los ojos"). Para indicar el plural la fórmula más habitual para definidos e indefinidos es mau: te mau fare ("las casas"); te hō’ē mau fare ("unas casas"). Una particularidad del tahitiano compartida con algunas lenguas como el catalán es la presencia de un artículo personal: ’o: E fa’ehau ’o Rui ("Luis es soldado").
En esta tabla pueden observarse los artículos definidos e indefinidos más habituales:
|            | Singular | Dual   | Plural          |
| ---------- | -------- | ------ | --------------- |
| Definido   | te, t-   | nā, n- | te mau          |
| Indefinido | te hō’ē  | -      | te hō’ē mau, vē |
| Personal   | ’o       | -      | -               |

En cuanto a los demostrativos, estos presentan una estructura sencilla, en la que no quedan muy claras las fronteras entre la proximidad y la lejanía, de la misma manera que tampoco lo están entre un demostrativo singular y uno neutro. De manera similar, hay una gran sinonimia en el campo de los demostrativos y se pueden encontrar diversas formas con el mismo significado, sin que haya matices significativos para el hablante. Con todo, se puede polarizar la cercanía y la lejanía con dos palabras concretas: teie y derivados de esta forma como te’ie y teie nei para la proximidad, y terā para la lejanía: teie fare ("esta casa"); terā fare ("aquella casa"). Un demostrativo sin adscripción sería tēnā, que puede tener ambos significados: tēnā fare ("esta/aquella casa"). Para la construcción del plural se utiliza la partícula mau, como en los artículos. Los demostrativos pronominalitados son idénticos a los que actúan como determinados.
Seguidamente, podemos ver una tabla con los demostrativos:
|            | Singular          | Plural                        | Neutro |
| ---------- | ----------------- | ----------------------------- | ------ |
| Proximidad | teie, te’ie, tēnā | teie mau, te’ie mau, tēnā mau | teie   |
| Lejanía    | terā, tēnā        | terā mau, tēnā mau            | terā   |

Finalmente, en cuanto a los posesivos, presentan dos grados de posesión: fuerte (propiedad constitutiva, posesión pasiva) y débil (propiedad no constitutiva, posesión activa. Ejemplo de expresión de posesión fuerte sería tōna pape ("su agua", refiriéndose al agua de un río con respecto a ese río); mientras que de débil sería tāna pape ("su agua", la que uno está bebiendo). A estos grados de posesión se añade un tercero para el singular, que es el de la posesión neutra. La posesión fuerte se expresa a partir de la raíz tō-, la neutra a partir de ta y la débil a partir de tā. Como en castellano o francés, el posesivo no se acompaña de artículo (te, te mau) cuando actúa de determinante; sí que lo lleva, en cambio, cuando actúa como pronombre posesivo.
La tabla siguiente contéiene los posesivos con las tres gradaciones de posesión que existen en tahitiano:
|                 | Posesión fuerte | Posesión neutra | Posesión débil |
| --------------- | --------------- | --------------- | -------------- |
| Primera persona | tō’u            | ta’u            | tā’u           |
| Segunda persona | tō’oe           | tō              | tā’oe          |
| Tercera persona | tōna            | tana            | tāna           |

#### Morfología verbal
En tahitiano cualquier palabra se puede convertir en verbo, solamente hay que darle el significado correspondiente a partir de los afijos y partículas verbales correspondientes y adecuados. En este caso, se trata de elementos que indican más el modo y el aspecto de los verbos, más que la indicación del tiempo verbal, que se ha de inferir a menudo del afijo aspectual, del que se puede desprender información temporal, o de la palabra correspondiente situada, no dentro del sintagma verbal, sino en un sintagma nominal adyacente al verbo. Igualmente, son muy relevantes los adverbios, que pueden dar información temporal o aspectual indispensable para desentrañar el significado de la frase que el verbo no nos ofrece. Por esto los afijos, las partículas adyacentes y otras partes de la frase pueden completar o dar forma plena al significado del verbo que, de otra manera, podríamos interpretar de forma errónea o incompleta al carecer de la información que aportan estas partes.
Veamos algunos marcadores modales, aspectuales y temporales del verbo en idioma tahitiano:
| Marcador            | Significado                                               |
| ------------------- | --------------------------------------------------------- |
| ’a                  | Imperativo                                                |
| ’ua                 | Acción acabada                                            |
| e                   | Acción inacabada                                          |
| tē (...nei) (...ra) | Progresivo                                                |
| ’ia                 | Desiderativo                                              |
| i (...na)           | Presente perfecto                                         |
| mai                 | Indefectivo                                               |
| ana                 | Significado generalista Puede tener diversos significados |
| ai                  | Consecuencia                                              |
| hia, a              | Pasiva                                                    |

Veamos a continuación un ejemplo que nos muestra la estructura del verbo en tahitiano:
- ’ua tae mai te pahī i te hora piti: "El barco ha llegado a las dos". tae es el núcleo verbal, y significa "haber llegado"; ’ua indica que la acción es acabada (perfecto); y mai indica la proximidad espacial de la acción. Te pahī es el sintagma nominal "el barco" y i te hora piti quiere decir textualmente "a la hora dos". Se puede apreciar la precisión que los marcadores aportan al núcleo verbal para obtener la precisión aspectual y temporal de la acción que se quiere expresar.

### Sintaxis
La frase en tahitiano tiene una estructura propia, marcada. El elemento central de la frase lo conforma el verbo con sus marcadores aspectuales y temporales, que se sitúan al principio de la frase; a continuación viene el sujeto con sus complementos; finalmente –si el verbo es transitivo– viene el complemento directo u objeto directo. Por tanto el orden de la frase en tahitiano es verbo - sujeto - complementos: ’ua ’amu ’o Tama i te i’a ("Tama [se] ha comido el pescado"). Nótese que el complemento directo se introduce con la preposición i, que indica la presencia del objeto: ’ua hopu vau i te miti ("yo me he bañado en el mar"). Hay que hacer notar que en esta frase el que sería un complemento circunstancial de lugar de presencia obligada por el verbo, en tahitiano es un objeto. En cuanto a las construcciones impersonales, también son habituales en tahitiano: ’ua ta’ata ("hay gente").

## Sociolingüística
Con la anexión de Tahití a Francia como posesión de ultramar en 1881, se inició una aculturación progresiva de la sociedad tahitiana con la llegada de población francesa, la cual traía una lengua y una cultura propias que disfrutaban de un estatuto jurídico y de un prestigio superiores a los que mantenían el tahitiano y la cultura polinesia. Con todo, en las capas populares de la población, la lengua se mantuvo viva. Igualmente, incorporó con palabras propias del tahitiano todos aquellos objetos o ideas nuevos que habían llegado con los colonizadores. Con el tiempo, el tahitiano ha sabido adaptarse a las innovaciones tecnológicas y culturales y ha introducido conceptos muy modernos, muchas veces incluso no en forma de préstamos lingüísticos, sino con formas originales del idioma tahitiano, como "cibernauta" (’ainati) o "disco compacto" (Pehenē’i).
La población de la Polinesia Francesa es en la actualidad bilingüe, aunque aún hay una pequeña parte de la población que es monolingüe. La dominación colonial francesa en el Pacífico ha sido bastante fuerte y con el acceso a la educación básica de la población, el francés ha conseguido una presencia muy grande en el seno de la sociedad polinesia. Pese a esto, el tahitiano mantiene un grupo de hablantes estable, que supone el 40% de la población, teniendo en cuenta que un 78% de la población es de origen polinesio. El francés, como lingua franca del territorio (lengua estándar de prestigio) permite la comprensión mutua entre los habitantes de los diferentes archipiélagos e islas de la Polinesia Francesa, ya que cada uno de ellos tiene su propia lengua, como es el caso de las Islas de la Sociedad, que tiene el tahitiano. Hay que tener en cuenta que la comprensión entre los hablantes de las diferentes lenguas que componen el reo mā’ohi es muy baja o mula y el francés facilita las relaciones entre ellos. Igualmente, hay que destacar que el francés que se habla en la Polinesia Francesa no es el mismo que se habla en la propia Francia, pues no deja de ser un dialecto más del francés. Incluso se da el caso de habitantes de las islas que hablan una especie de pidgin con las variantes más pobres del francés y del tahitiano.
En los últimos diez años y especialmente a partir de 2004 con la entrada en vigor de una nueva constitución para la Polinesia Francesa, se han hecho esfuerzos desde la administración, controlada por fuerzas políticas polinesistas e incluso independentistas para que el tahitiano recupere número de hablantes y uso social. Sin embargo, la fuerza adquirida por el francés es grande, estando muy enraizado en la población, aunque se ha evitado la situación que se produce en otras antiguas colonias francesas, donde el francés ha desplazado a las lenguas autóctonas, convirtiéndose en la única lengua. No obstante, el tahitiano no puede competir actualmente con el francés como lengua de prestigio en el territorio; más aún, con una ley fundamental que mantiene el francés como lengua oficial de la administración y para asuntos públicos u oficiales y relega al tahitiano a patrimonio cultural y de la isla a conservar.
En esta línea de recuperación del tahitiano frente al francés, el gobierno de la Polinesia Francesa ha estado trabajando desde el 2004 en un proyecto de inmersión lingüística para las etapas de enseñanza de primaria y de secundaria. Sin dejar de estar dentro de la legalidad, que da al francés la consideración de lengua oficial en solitario en la vida pública de la Polinesia Francesa, se han organizado cursos de tahitiano para niños y adolescentes en sus respectivos niveles educativos, aunque la lengua vehicular en los estucios continúa siendo, por ley y por costumbre, el francés. En cuanto a la universidad, en la Universidad de la Polinesia Francesa hay estudios superiores relacionados con la lengua y la cultura polinesias, pese a que no existe una licenciatura de "filología tahitiana" como tal. La universidad ofrece cursos de tahitiano oficiales a profesionales de la educación y de los medios de comunicación, con tres niveles de conocimiento y dominio de la lengua. Sin embargo y pese a toda esta línea de política lingüística, los habitantes de la Polinesia hacen un uso restringido del tahitiano, que utilizan para las relaciones familiares, de amigos o en círculos íntimos. El francés, por consiguiente, permanece como la lengua de prestigio, la lengua de las relaciones públicas.
En cuanto a los medios de comunicación, la presencia del tahitiano ha aumentado sensiblemente y se puede encontrar un par de diarios íntegramente publicados en tahitiano. En las emisiones radiofónicas, se pueden sintonizar diversas emisoras que emiten en este idioma. Sin embargo, la presencia es menor en la televisión, si bien el nacimiento de la Tahiti Nui Télévision ha hecho que dicha presencia aumente, ya que la programación de esta cadena o es bilingüe o íntegramente en tahitiano.

## Expresiones básicas
En este apartado se ofrecen ejemplos de algunas de las expresiones más comunes en tahitiano para una conversación básica con un hablante de esta lengua:
| Castellano        | Tahitiano           |
| ----------------- | ------------------- |
| Bienvenido        | Maeva               |
| Buenos días, hola | ’Ia ora na ’oe      |
| Adiós             | Pārahi              |
| Gracias           | Māuruuru            |
| Sí                | ’ē, ’ae             |
| No                | ’aita, e’ita, e’ere |
| Todo bien, bien   | Maita’i             |
| Casa, habitación  | Fare                |
| Extranjero blanco | Popa’ā              |

| Los números | Los números | Los números | Los números | Los números | Los números | Los números | Los números | Los números | Los números |
| 1           | 2           | 3           | 4           | 5           | 6           | 7           | 8           | 9           | 10          |
| ----------- | ----------- | ----------- | ----------- | ----------- | ----------- | ----------- | ----------- | ----------- | ----------- |
| tahi, hō’ē  | piti        | toru        | maha        | pae         | ono         | hitu        | va’u        | iva         | hō’ē ’ahuru |

## Texto de ejemplo
Se muestra a continuación un texto de ejemplo en idioma tahitiano, en concreto se trata de los dos primeros artículos de la declaración universal de los derechos humanos, cuyo significado puede fácilmente ser consultado para su comparación. La versión que se reproduce es la traducción oficial de la Oficina del Alto Comisionado para los Derechos Humanos de las Naciones Unidas.
’IRAVA MATAMUA
E fanauhia te tā’āto'ara'a o te ta’ata-tupu ma te ti’amā e te ti’amanara’a ’aifaito. Ua ’ī te mana’o pa’ari e i te manava e ma te ’a’au taea’e ’oia ta ratou ha’a i rotopū ia ratou iho, e ti’a ai;
’IRAVA PITI
E ti’a ta te ta’ata tata’itahi i te fa’ariro ’ei ti’ara’a no na, teie mau ti’amanara’a e te mau ti’amāra’a i ha’apararea i roto i teie Fa’ira’a, ma te hō’ē mā’itira’a’orehia ’oia na ni’a i te taura ta’ata, na ni’a i te rava ’iri, i te tānē e te vahine, i te reo, i te fa’aro’o, te mana’o poritita ’aore ra na ni’a i te tahi atu a mau mana’o no roto mai i te va’a’ai’a ’aore ra i te ’avirira’ata’ata; ma te ma’iti-’ore-ato’a-hia ’oia na ni’a i te faufa’a, i te papafanaura’a ’aore ra na ni’a i te tahi atu a mau huru ti’ara’a.
Teie atu a, ’aore ’e mā’itira’a e ravehia na ni’a i te papara’a poritita, i te manara’a-ture ’aore ra na ni’a i te papara’a i rotopū i te mau va’a’ai’a o te fenua ’aore ra o te hau-fenua o te hō’ē ta’ata a’amau, noa atu teie ’e fenua ’aore ’e hau-fenua mana ta’a’ē, ’e fenua fa’aterehia, i ’o’oti-pito-’ore ’aore ra ’e fenua ti’amāra’a fa’aitihia.

## Préstamosdel tahitiano hacia las lenguas occidentales
- Monoi (mono’i). Se trata de aceite de coco macerado con flores de tiaré; este aceite se utiliza tradicionalmente como protector solar. Actualmente se comercializa bajo una denominación de origen protegida.
- Motu. En tahitiano, uno de sus significados es el de "isla"; ha pasado al vocabulario geográfico internacional como la palabra para designar los islotes coralinos de los atolones o de los arrecifes que rodean las islas altas.
- Pareo. Esta palabra ha sido tomada de la tahitiana pāreu que significa 'tela'. Se trata del vestido tradicional polinesio, tanto para hombres como para mujeres y la palabra deriva de «tobillo».
- Tatuar. Proviene del sustantivo tātau, que significa "tatuaje". El verbo en tahitiano es ta tātau, relacionado con la acción de golpear repetidamente.
- Tiaré. En tahitiano tiare es flor en general. Internacionalmente se utiliza para la tiare Tahití (Gardenia tahitensis), considerada el emblema de Tahití.